# Советская улица (Торопец)
Сове́тская у́лица — улица в городе Торопце Тверской области России. Одна из главных улиц города.

## Прежние названия
Ранее улица называлась Московской, потом Миллионной. С приходом советской власти была переименована в Советскую.

## Расположение
Советская улица проходит через большую часть Торопца. Начинается от улицы Александра Невского, пресекает Базарную площадь, улицу Карла Маркса, Октябрьскую улицу, улицу Калинина, Широко-Северную и Прокомбинатский переулок. Затем круто поворачивает по направлению в железнодорожному вокзалу. Южная часть Советской улицы переходит в Комсомольскую, а восточная — в Моховую улицы.

## Застройка
Четыре дома улицы являются памятниками исторического и культурного наследия:
- дом 7/2 —  памятник архитектуры Дом Рудина, конец XVIII века. Сейчас — кофейня[2]
- дом 9-г —  памятник архитектуры Дом жилой, 2-я половина XVIII века[2]
- дом 19 —  памятник архитектуры Дом жилой, конец XVIII — начало XIX века[2]
- дом 25 —  памятник архитектуры Дом жилой, начало XIX века[2]

## Достопримечательности
На улице советской находятся памятники Владимиру Ленину, Алексею Куропаткину и памятный знак «900-летие города». Среди культурных заведений — районная библиотека, дом культуры и дом детского творчества.

## Галерея

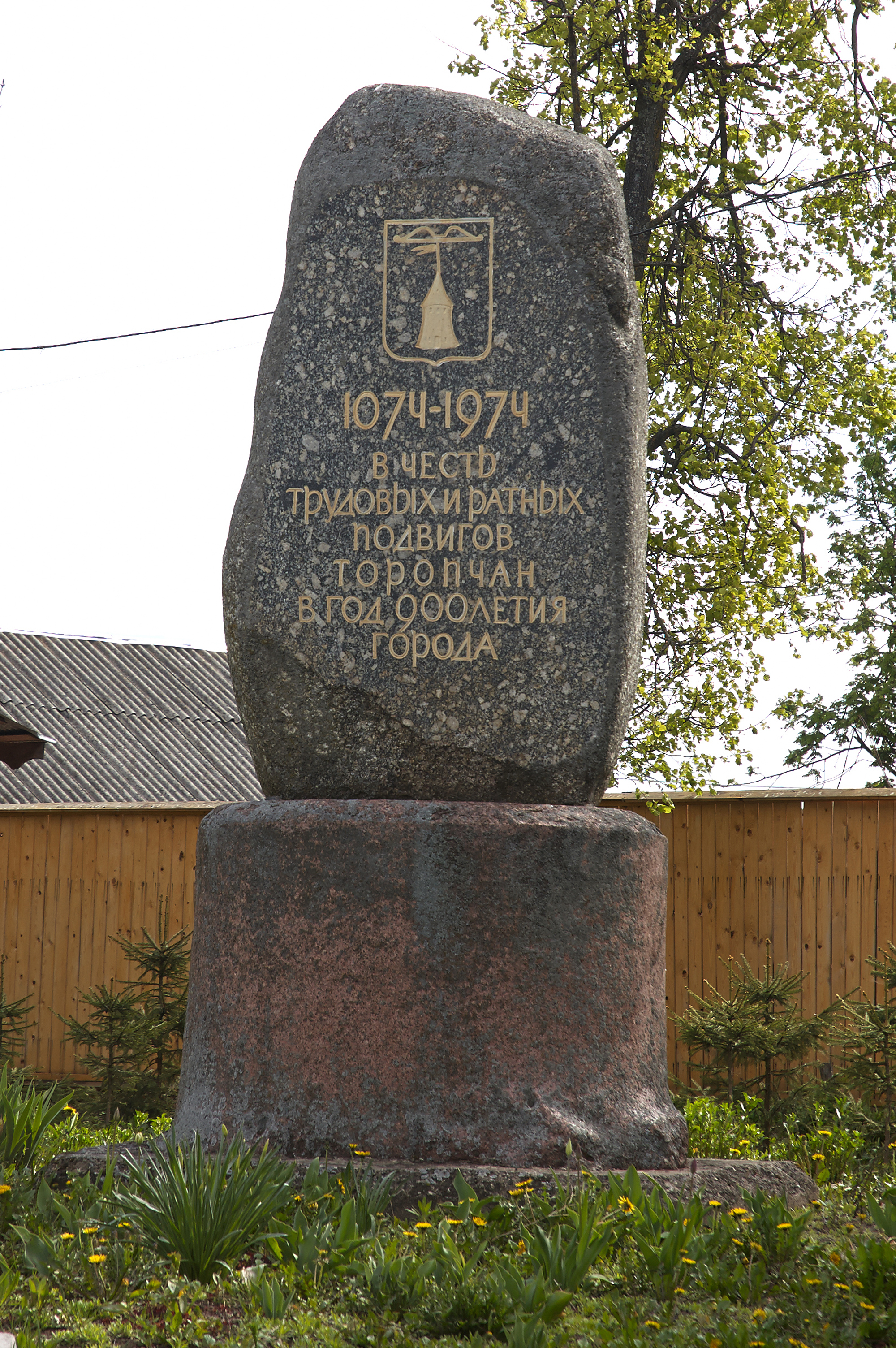
Памятный знак в честь 900-летия города
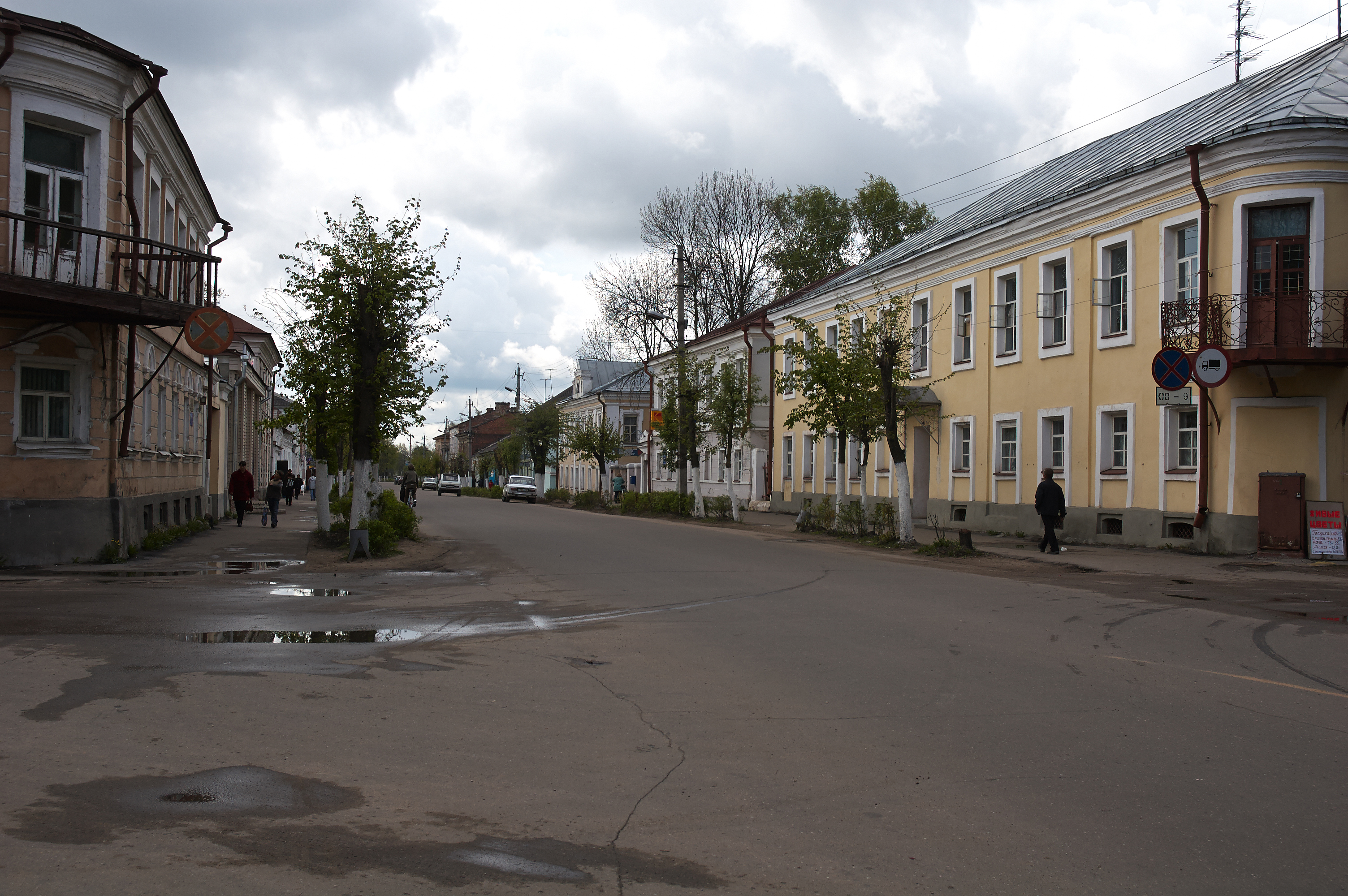
Улица при пересечении с ул. Карла Маркса
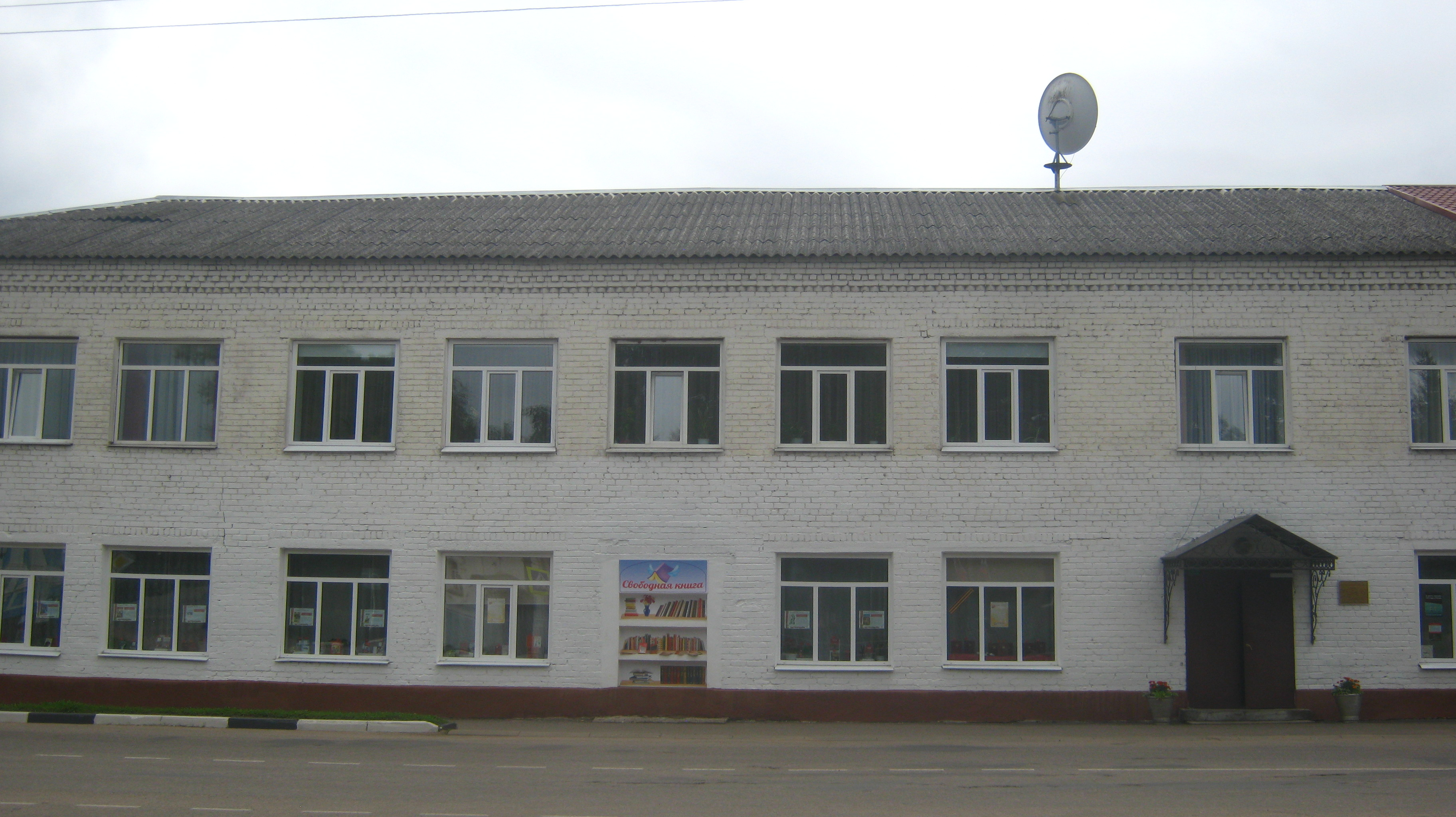
Библиотека
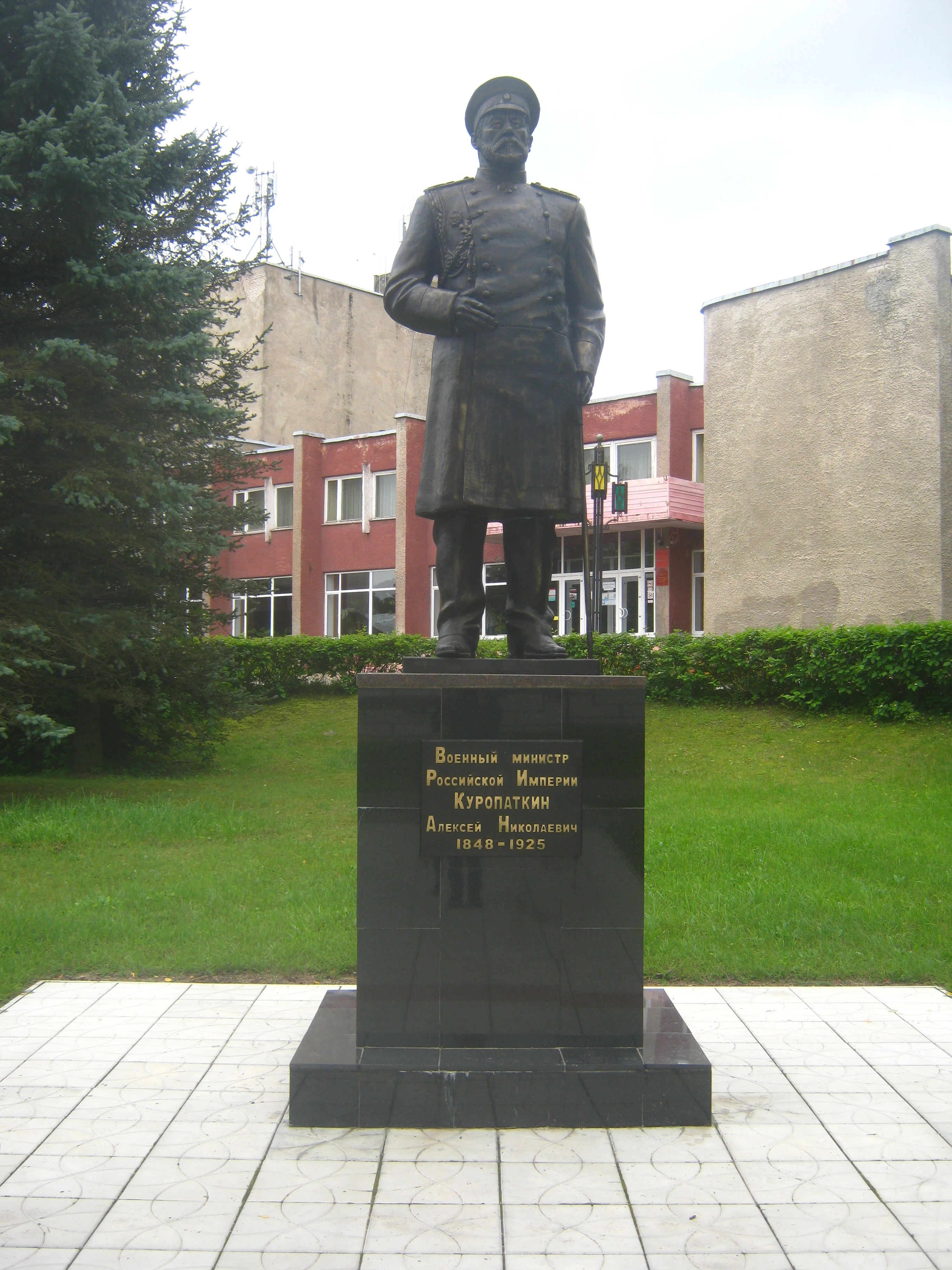
Памятник Куропаткину
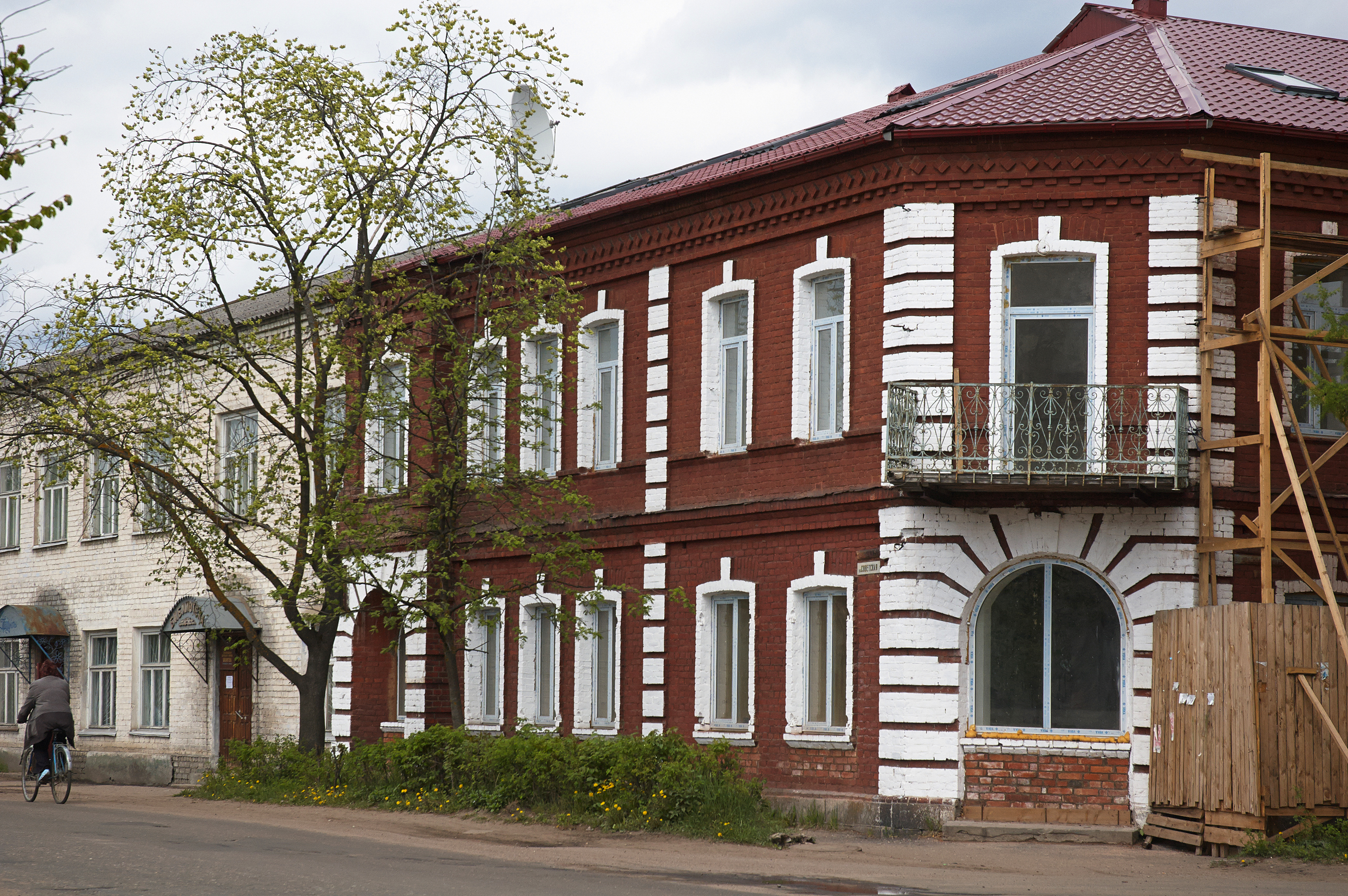
Гостиница «Торопа»
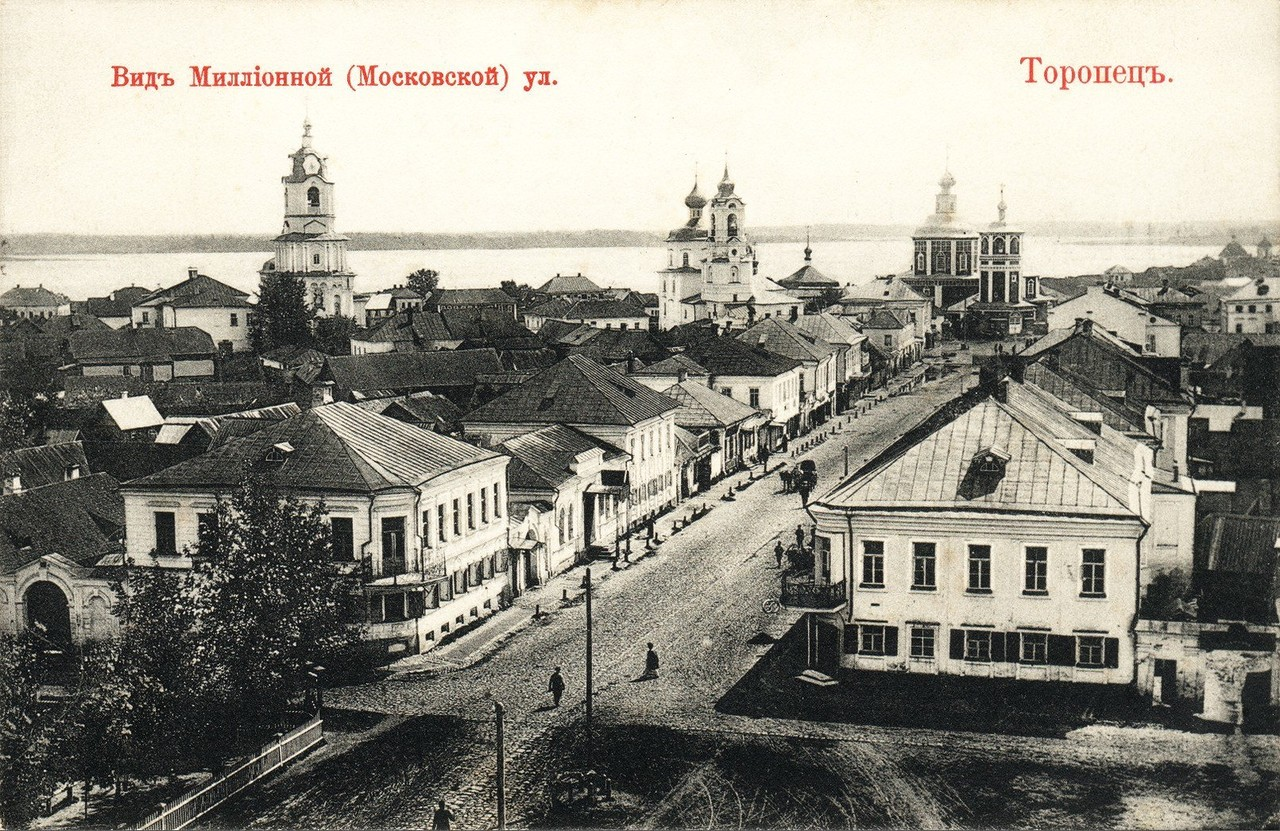
Дореволюционная фотография Советской (тогда — Миллионной) улицы